# Ischnotoma fuscobasalis
Ischnotoma fuscobasalis är en tvåvingeart som beskrevs av Alexander 1937. Ischnotoma fuscobasalis ingår i släktet Ischnotoma och familjen storharkrankar. Inga underarter finns listade i Catalogue of Life.